# Max Willems
Max Willems (Bangkok, 19 september 1999) is een Nederlands acteur. Hij kreeg bij het grote publiek vooral naamsbekendheid door zijn rol als Quintus 'Q' Bouwhuis in de soap Goede tijden, slechte tijden.

## Filmografie
| Televisie als acteur | Televisie als acteur         | Televisie als acteur   | Televisie als acteur      |
| Jaar                 | Productie                    | Rol                    | Bijzonderheden            |
| -------------------- | ---------------------------- | ---------------------- | ------------------------- |
| 2012                 | Yoko                         | Novize 3               | Hoofdrol                  |
| 2017                 | Cedar Sequoia International  | Rico                   | Eén aflevering            |
| 2017                 | De Spa                       | Jason V.               | Bijrol, vier afleveringen |
| 2017–2018            | Goede tijden, slechte tijden | Quintus 'Q' Bouwhuis   | Vaste rol (111 afl.)      |
| 2017                 | Let's Kick It                | Mr Howell / Mrs Howell | Hoofdrol                  |
| 2019                 | College                      | Samson Durand          | Eén aflevering            |